# Терновая Погореловка
Терновая Погореловка — деревня в Пронском районе Рязанской области. Входит в Погореловское сельское поселение

## География
Находится в юго-западной части Рязанской области на расстоянии приблизительно 4 км на юго-восток по прямой от районного центра города Пронск.

## История
По местным данным упоминается с XVI века как Погореловка Терновая. В 1859 году здесь было учтено 18 дворов, в 1897 — 38.

## Население
Численность населения: 204 человека (1859 год), 382 (1897), 42 в 2002 году (русские 100 %), 27 в 2010.